# Mihail Spondyles
Mihail Spondyles (în limba greacă: Μιχαὴλ Σπονδύλης, în limba italiană Michele Sfrondilo) a fost un catepan bizantin de Italia în anii 1038-1039.
Anterior sosirii în Italia de sud, Mihail Spondyles a fost patrikios și duce bizantin care a guvernat Antiohia, înainte ca acest oraș să fie ocupat de către turcii selgiucizi. În continuare, a fost numit guvernator de Apulia și Calabria. Mihail a sosit la Bari în 1038, pentru a sprijini ofensiva preconizată de George Maniakes asupra Siciliei. Este probabil ca el să îl fi înlocuit pe Constantin Opos în funcția de catepan al Italiei înainte de numirea lui Nikefor Doukeianos în anul (1039).